# Oleh Tsarkov
Oleh Tsarkov (em ucraniano:  Олег Царьков; nascido em 22 de março de 1988) é um atirador esportivo ucraniano que competiu nos Jogos Olímpicos de Verão de 2016 no Rio de Janeiro representando a Ucrânia.